# Anna Magdalena
Pour plus de détails, voir Fiche technique et Distribution.
Anna Magdalena (安娜馬德蓮娜, On na ma dak lin na) est une comédie romantique hongkongaise réalisée par Yee Chung-man (en) et sortie en 1998 à Hong Kong.
Le titre fait référence à la pièce de clavier Menuet en G Majeur dont on présume que l'auteur est le confrère de Johann Sebastian Bach, Christian Petzold, dans les Petits livres de notes d'Anna Magdalena Bach de 1725. Anna Magdalena étant en l'occurrence la seconde femme de Bach.
Le film totalise 7 805 160 HK$ de recettes au box-office.

## Synopsis
La structure du film suit vaguement celle du menuet : quatre « mouvements », annoncés par des titres : deux thèmes, un duo et une série de variations.
1- Présentation de Chan Kar-fu (Takeshi Kaneshiro)
2- Effets sur la vie de Yau Muk-yan (Aaron Kwok)
3- Effets sur la vie de Mok Man-yee (Kelly Chen)
4- Vision littéraire de l'amour de Chan Kar-fu. Ce quatrième « mouvement » est une fantaisie sauvage sur les cahiers de musique susnommés et adaptée du roman écrit par le personnage de Kaneshiro :  La Paire XO.
Yau Muk-yan (Aaron Kwok), aspirant écrivain en chômage, s'installe dans l'appartement de Chan Kar-fu (Takeshi Kaneshiro), un accordeur de piano timide. Tous deux tomberont bientôt amoureux de leur nouvelle voisine, Mok Man-yee (Kelly Chen).

## Fiche technique
- Titre original : 安娜馬德蓮娜
- Titre international : Anna Magdalena
- Réalisation : Yee Chung-man (en)
- Scénario : Ivy Ho (en)
- Direction artistique : Eddie Ma
- Costumes : Chris Wong
- Photographie : Peter Pau
- Montage : Maurice Lee[3]
- Musique : Chiu Tsang-hei[3],[5]
- Production : Claudie Chung
- Société de production : Golden Harvest et United Filmmakers Organization (UFO)
- Société de distribution : Golden Harvest
- Pays d'origine :  Hong Kong
- Langue originale : cantonais
- Format : couleur
- Genre : comédie romantique
- Durée : 98 minutes
- Dates de sortie :
  - Hong Kong : 4 avril 1998
  - Singapour : 28 mai 1998
  - Taïwan et  Corée du Sud : 21 novembre 1998
  - Japon : 19 décembre 1998

## Distribution
- Aaron Kwok : Yau Muk-yan
- Kelly Chen : Mok Man-yee
- Takeshi Kaneshiro : Chan Kar-fu
- Jacky Cheung : le policier (caméo)
- Leslie Cheung : l'éditeur (caméo)
- Anita Yuen : l'assistant-éditeur
- Josie Ho : Cindy, l'ancienne petite amie de Yau Muk-yan
- Leo Ku (en) : le client du restaurant (caméo)
- Eric Tsang : le gardien de bâtiment (caméo)
- Wei Wei : Mme Leung
- Yu Wai-Lung : Enfant X
- Yuki Lai : Enfant O
- Jojo Hui : la femme masquée